# 石川智能
石川 智能（いしかわ ともよし、1946年（昭和21年）6月26日 - ）は、日本の政治家。元藍住町長。早稲田大学教育学部社会科地理歴史専修卒業。

## 経歴
- 1969年 - 早稲田大学教育学部卒業。石川石油入社。
- 1972年 - 石川石油代表取締役就任。
- 1981年 - 徳島藍住シニアリーグ会長就任。
- 1988年 - 藍住町議会議員就任。
- 1989年 - 藍住町議会議員辞任。藍住町立藍住中学校PTA会長就任。
- 1993年 - 石川石油ガス代表取締役就任。
- 1998年 - 藍住ライオンズクラブ会長就任。
- 2001年 - 石川石油ガス代表取締役退任。藍住町長初就任。
- 2002年 - 徳島県LPガス協会理事就任。
- 2005年 - 藍住町長2期目就任。
- 2009年 - 藍住町長3期目就任。
- 2013年 - 藍住町長4期目就任。
- 2020年 - 旭日小綬章受章[1]